# اس‌اس‌اس‌پی‌ام جی۱۰۱۳–۱۳۵۶
اس‌اس‌اس‌پی‌ام جی۱۰۱۳-۱۳۵۶ یک ستاره است که در صورت فلکی مار باریک قرار دارد.